# Малый сумеречный козодой
Малый сумеречный козодой (лат. Chordeiles acutipennis) — ночная птица из семейства настоящих козодоев. Распространён на большей части Американского континента. Внешне имеет сходство с виргинским сумеречным козодоем, но несколько меньшего размера, имеет менее глубокий вильчатый хвост и более буроватую окраску. Характерный рот очень хорошо приспособлен для ловли насекомых в полёте.

## Описание
Малый сумеречный козодой известен своим большим ртом и маленькими лапками. Его естественная коричневая и серая окраска сливается с окружающей средой, поэтому его трудно заметить днём, когда он спит. У этого длиннокрылого и длиннохвостого вида есть небольшие различия между самцами и самками. У самцов на конце хвоста и кончиках крыльев заметна белая полоса, а у самок полоса на кончиках крыльев более кремового цвета, а полоса на хвосте отсутствует. И у самцов, и у самок на шее имеется белая V-образная отметина. Несмотря на большой рот, клюв короткий и изогнутый.

## Распространение и среда обитания
Родина вида — южная часть Северной Америки, обитает в засушливых районах пустынь и лугов. В отличие от виргинского сумеречного козодоя, предпочитает открытые, более сухие места обитания с меньшей высотой над уровнем моря. Обычно выбирает места обитания с большим скоплением насекомых, так как это его основной источник пищи. Мигрирует осенью и проводит зиму на юге Центральной и севере Южной Америки. Весной и летом возвращается на юг США для размножения.

## Поведение
Малый сумеречный козодой ведёт преимущественно ночной образ жизни, питается насекомыми, захватывая добычу в полёте. Несмотря на сравнительно небольшой размер клюва, обладает широкой пастью, снабженной мелкими волосками, которые помогают ему захватывать пищу. Рацион состоит в основном из мух, комаров, мотыльков и июньских жуков. Как правило, козодои выбирают наиболее многочисленную и легко добываемую добычу. В зависимости от времени года могут кормиться поодиночке или группами. Обычно летает низко над землей. Такой способ полёта помогает ловить насекомых, которые в ночное время роятся вокруг фонарей.
Во время ухаживания самец устраивает сложную воздушную демонстрацию, кружа над самкой с раздутым горлом и издавая при этом трели. Самки не строят гнёзд, а откладывают яйца прямо на землю. Для защиты яиц от возможных хищников самки используют естественный камуфляж. Жизнь в теплых пустынных районах означает, что самка не должна оставлять яйца на одном месте в жару слишком долго, поэтому она периодически перемещает яйца, перекатывая их в затенённые места. Самка откладывает два яйца глинистого цвета с серо-фиолетовыми пятнами. Период высиживания длится около 18 дней, а период высиживания птенцов — 21 день. Оба родителя участвуют в кормлении птенцов, срыгивая пищу им в рот. После вылупления птенцы быстро приобретают подвижность, позволяющую им перемещаться на небольшие расстояния в случае появления хищников.

## Природоохранный статус
Малый сумеречный козодой вызывает наименьшую озабоченность с точки зрения его природоохранного статуса. Однако изменение климата может повлиять на его ареал.

## Адаптация
Малый сумеречный козодой выработал способность переносить экстремальные температуры. При сильной жаре малый сумеречный козодой использует приём, известный как трепетание горла. Это действие включает в себя быстрые колебания горла, которые эффективно нагнетают воздух в организм, что приводит к охлаждению тела птицы. Эта адаптация очень важна для самок, поскольку они часто выбирают для размножения жаркие пустыни, где остаются под интенсивным солнцем, ухаживая за своими гнездами.